# Dorylomorpha clavifemora
Dorylomorpha clavifemora är en tvåvingeart som beskrevs av Ernest F. Coe 1966. Dorylomorpha clavifemora ingår i släktet Dorylomorpha och familjen ögonflugor. Arten är reproducerande i Sverige. Inga underarter finns listade i Catalogue of Life.